# Bernard Accoyer
Bernard Accoyer (Lyon, 12 de agosto de 1945), es un médico otorrinolaringólogo francés, Doctor de la Facultad de Medicina de Lyon. Entró en política en 1989 con su elección como alcalde de Annecy-le-Vieux, cargo en el que fue reelegido desde entonces sin interrupción. En 2008 fue elegido en la primera vuelta para ejercer un cuarto mandato.
En marzo de 1993 fue elegido diputado por la primera circunscripción de Alta Saboya. Fue reelegido en 1997, 2002 y 2007.
Es miembro de la Comisión de Asuntos Culturales, Familiares y Sociales de la Asamblea Nacional en la que dedica un trabajo asiduo a problemas principalmente sociales y médicos: fue el ponente del Proyecto de Ley de reforma de la jubilación durante la XIIa legislatura, tras una terca oposición, durante la legislatura anterior, a la aplicación de la semana laboral de 35 horas, especialmente en el marco del sistema hospitalario.
Presidió el grupo UMP de 2004 a 2007, sucediendo así a Jacques Barrot, tras haber sido primer vicepresidente del grupo de 2002 a 2004.
Al convertirse, con la XIIIa legislatura, en Presidente de la Asamblea Nacional, el 26 de junio de 2007, confesó: «Pienso en mi familia, en las personas que me rodean, en todos los que me he cruzado en el camino, en Ródano-Alpes, mi región, y en Alta Saboya, mi departamento adoptivo. Los he conocido viviendo mis pasiones: mi profesión, la medicina, la vida pública, la política». Declara tener como objetivo principal «dar a nuestra Asamblea un papel más amplio en el funcionamiento del Estado, mejor capacidad de control y evaluación, así como más transparencia y eficacia, para una democracia irreprochable». 
Casado y padre de tres hijos, aficionado al esquí y al ciclismo, Bernard Accoyer es miembro de la Academia Nacional Francesa de Cirugía.

## Secretario general de Los Republicanos
Entre el 29 de noviembre de 2016 y el 13 de diciembre de 2017 fue el secretario general de Los Republicanos.